# Aeroporto di Cascavel
L'aeroporto di Cascavel (IATA: CAC, ICAO: SBCA) è un aeroporto civile brasiliano situato nello Stato di Paraná a 8 km dalla città di Cascavel. Situato a 759 m.s.l.m, l'aeroporto, aperto il 12 novembre 1977 e utilizzato per voli domestici, dispone di un unico terminal passeggeri il cui nuovo edificio è stato inaugurato nel 2020, e di una pista in asfalto con orientamento 15/33 lunga 1.771 metri.